# La fée aux choux
La fée aux choux (dansk: Kålfeen) er en fransk stumfilm fra 1896 instrueret af Alice Guy-Blaché. Filmen, der er gået tabt, fortæller en historie, der viser et brudepar på bryllupsrejse, en landmand, billeder af babyer limet til pap og en levende baby. Det er verdens første fortællende film og den første film, der er instrueret af en kvinde. Filmen blev genindspillet to gange; i 1900 og i 1902.Udgaven fra 1900 viser en skuespillerinde (feen), to levende babyer og flere dukker.
Guy-Blachés film fra 1896 er den første, der fortæller en historie og er den film film efter manuskript, et manuskript, som Guy-Blaché selv skrev. Filmen fra 1896 blev filmet i 60-millimeter film og var omkring 30 meter lang. Udgaven fra 1900 er filmet i 35-mm og varer ca. 60 sekunder. Versionen fra 1902 er ligeledes i 35-mm og varer fire minutter.
Alle the udgaver er baseret på en gammel og populært folkeeventyr, hvor drengebabyer fødes i kål og pigebabyer fødes i roser.